# 韋爾胡利夫卡 (阿爾切夫斯克市鎮)
48°23′44″N 38°29′32″E / 48.39556°N 38.49222°E
韋爾胡利夫卡（烏克蘭語：Вергулівка）是位於烏克蘭東部的村莊，由盧甘斯克州阿爾切夫斯克區的阿爾切夫斯克市鎮負責管轄。該村始建於1951年，面積0.69平方公里，海拔高度273米，2001年人口401，人口密度每平方公里583.7人。